# Eleição municipal de Jandira em 2020
A eleição municipal de Jandira em 2020 foi o 13.º pleito eleitoral realizado na história do município. Ocorreu oficialmente em 15 de novembro e foi disputada em turno único, dado que Jandira por não ter 200 000 eleitores registrados e aptos ao voto, não atende ao critério eleitoral definido pelo inciso II do artigo n.º 29 da Constituição Federal para a realização de um 2.º turno caso nenhum dos candidatos a prefeito alcance maioria absoluta dos votos. Neste caso, o(a) vencedor(a) é escolhido por maioria simples.
Originalmente prevista para ocorrer em 4 de outubro, sua realização foi adiada para 15 de novembro após determinação da Emenda Constitucional n.º 107/2020, aprovada pelo Congresso Nacional e sancionada pelo presidente da República à época Jair Bolsonaro (PSL), em razão do agravamento da pandemia de COVID-19 no Brasil.
Segundo dados do Tribunal Superior Eleitoral, 79 853 eleitores compunham o eleitorado jandirense apto a eleger 1 prefeito, 1 vice–prefeito e 13 vereadores para a Câmara Municipal em 2020.

## Candidaturas oficiais
| Candidaturas deferidas pelo TSE para a disputa eleitoral | Candidaturas deferidas pelo TSE para a disputa eleitoral | Candidaturas deferidas pelo TSE para a disputa eleitoral | Candidaturas deferidas pelo TSE para a disputa eleitoral | Candidaturas deferidas pelo TSE para a disputa eleitoral | Candidaturas deferidas pelo TSE para a disputa eleitoral | Candidaturas deferidas pelo TSE para a disputa eleitoral                                  | Candidaturas deferidas pelo TSE para a disputa eleitoral |
| N.º                                                      | N.º                                                      | Candidato(a) a prefeito(a)                               | Candidato(a) a prefeito(a)                               | Candidato(a) a vice-prefeito(a)                          | Candidato(a) a vice-prefeito(a)                          | Coligação                                                                                 | Situação                                                 |
| -------------------------------------------------------- | -------------------------------------------------------- | -------------------------------------------------------- | -------------------------------------------------------- | -------------------------------------------------------- | -------------------------------------------------------- | ----------------------------------------------------------------------------------------- | -------------------------------------------------------- |
|                                                          | 12                                                       |                                                          | Alcides Siqueira (PDT)                                   |                                                          | Tiago Garcia (PDT)                                       | partido isolado                                                                           | Não eleito                                               |
|                                                          | 13                                                       |                                                          | Zezinho (PT)                                             |                                                          | Sidnei Oliveira (PT)                                     | Pra mudar Jandira, vamos juntos! PT / AVANTE / PCdoB                                      | Não eleito                                               |
|                                                          | 14                                                       |                                                          | Paulo Barufi (PTB)                                       |                                                          | Ana Paula Corrêa (PTB)                                   | Experiência para Jandira continuar avançando PTB / PMN / PODE / PRTB / PL                 | Não eleito                                               |
|                                                          | 18                                                       |                                                          | Sargento Machado (REDE)                                  |                                                          | Ângela Lopes (REDE)                                      | partido isolado                                                                           | Não eleito                                               |
|                                                          | 35                                                       |                                                          | Professora Vera (PMB)                                    |                                                          | Cléo Vieira (PMB)                                        | partido isolado                                                                           | Não eleito                                               |
|                                                          | 45                                                       |                                                          | Doutor Sato (PSDB)                                       |                                                          | Piti Piteri (PSDB)                                       | Avança Jandira PSDB / MDB / DEM / PSB / PROS / Cidadania / Solidariedade / PSL / DC / PTC | Eleito                                                   |
|                                                          | 55                                                       |                                                          | Marcelinho (PSD)                                         |                                                          | Jair (PSD)                                               | partido isolado                                                                           | Não eleito                                               |

## Resultados eleitorais

### Poder Executivo
| Candidatos a prefeito(a)   | Candidatos a prefeito(a) | Candidatos a vice-prefeito(a) | Votação | Votação     |
| Candidatos a prefeito(a)   | Candidatos a prefeito(a) | Candidatos a vice-prefeito(a) | Total   | Porcentagem |
| -------------------------- | ------------------------ | ----------------------------- | ------- | ----------- |
|                            | Doutor Sato (PSDB)       | Piti Piteri (PSDB)            | 23 586  | 45,73%      |
|                            | Paulo Barufi (PTB)       | Ana Paula Corrêa (PTB)        | 17 930  | 34,76%      |
|                            | Zezinho (PT)             | Sidnei Oliveira (PT)          | 5 448   | 10,56%      |
|                            | Marcelinho (PSD)         | Jair (PSD)                    | 3 044   | 5,90%       |
|                            | Alcides Siqueira (PDT)   | Tiago Garcia (PDT)            | 578     | 1,12%       |
|                            | Sargento Machado (REDE)  | Ângela Lopes (REDE)           | 496     | 0,97%       |
|                            | Professora Vera (PMB)    | Cléo Vieira (PMB)             | 494     | 0,96%       |
| Total de votos válidos     | Total de votos válidos   | Total de votos válidos        | 51 576  | 51 576      |
| Votos apurados             |                          |                               |         |             |
| Votos válidos              | Votos válidos            | Votos válidos                 | 51 576  | 85,65%      |
| Votos em branco            | Votos em branco          | Votos em branco               | 3 847   | 6,39%       |
| Votos nulos                | Votos nulos              | Votos nulos                   | 4 794   | 7,96%       |
| Total de votos apurados    | Total de votos apurados  | Total de votos apurados       | 60 217  | 60 217      |
| Participação do eleitorado |                          |                               |         |             |
| Comparecimentos            | Comparecimentos          | Comparecimentos               | 60 217  | 75,41%      |
| Abstenções                 | Abstenções               | Abstenções                    | 19 636  | 24,59%      |
| Total de eleitores aptos   | Total de eleitores aptos | Total de eleitores aptos      | 79 853  | 79 853      |
| Fonte: g1                  |                          |                               |         |             |

### Poder Legislativo
No sistema proporcional, pelo qual são eleitos os vereadores, o voto dado a um(a) candidato(a) é primeiro considerado para o partido ao qual ele(a) é filiado(a). O total de votos de um partido é que define quantas cadeiras este terá. Definidas as cadeiras, os candidatos(as) mais votados(as) do partido são chamados a ocupá-las. Abaixo encontram-se os candidatos a vereador eleitos, reeleitos e os que ficaram como suplentes para a 13.ª legislatura, iniciada em 1 de janeiro de 2021 e concluída em 31 de dezembro de 2024.
A partir dessa eleição passou a vigorar as novas regras do processo eleitoral contidas na Emenda Constitucional n.º 97/2017, que determinou o fim das coligações partidárias nos pleitos em que vigora o sistema proporcional, que consistem nas disputas eleitorais aos cargos eletivos do Poder Legislativo a nível municipal (vereadores), estadual (deputados estaduais e distritais) e federal (deputados federais). Desse modo, pela primeira vez nas eleições municipais de 2020, os candidatos a vereador somente poderão disputar o cargo por meio de chapa única dentro do partido pelo qual estão filiados.
| N.º   | Candidato(a)           | Partido político | Votos obtidos | Porcentagem | Situação    |
| ----- | ---------------------- | ---------------- | ------------- | ----------- | ----------- |
| 10123 | Cláudio do Moussão     | Republicanos     | 1 337         | 2,54%       | Eleito(a)   |
| 14789 | Markinhos              | PTB              | 1 320         | 2,51%       | Reeleito(a) |
| 33133 | Léo da Feira           | PMN              | 1 289         | 2,45%       | Eleito(a)   |
| 14000 | Franklin               | PTB              | 1 125         | 2,14%       | Reeleito(a) |
| 22222 | Veínho                 | PL               | 1 120         | 2,13%       | Reeleito(a) |
| 23045 | Márcio Oliveira        | Cidadania        | 981           | 1,86%       | Eleito(a)   |
| 33033 | Michel Viana           | PMN              | 958           | 1,82%       | Suplente    |
| 19345 | Beda Cabelereiro       | PODE             | 943           | 1,79%       | Reeleito(a) |
| 19333 | Rubinho                | PODE             | 864           | 1,64%       | Suplente    |
| 14123 | Cebolinha              | PTB              | 831           | 1,58%       | Eleito(a)   |
| 14607 | Camila Amorim          | PTB              | 825           | 1,57%       | Suplente    |
| 40333 | Ronaldo da Farmácia    | PSB              | 811           | 1,54%       | Eleito(a)   |
| 23456 | Dino                   | Cidadania        | 794           | 1,51%       | Suplente    |
| 22777 | Anderson Apolo         | PL               | 785           | 1,49%       | Eleito(a)   |
| 22400 | Bel Roberto            | PL               | 727           | 1,38%       | Suplente    |
| 45222 | Sílvio Cabelereiro     | PSDB             | 721           | 1,37%       | Eleito(a)   |
| 45333 | Toninho Amizade        | PSDB             | 692           | 1,32%       | Suplente    |
| 13610 | Fábio Beteira          | PT               | 682           | 1,30%       | Eleito(a)   |
| 28012 | Pastor Gilson de Souza | PRTB             | 647           | 1,23%       | Eleito(a)   |